# Adolf Inatowicz-Łubiański
Adolf Inatowicz-Łubiański (ur. 9 stycznia 1892 w guberni chersońskiej, zm. 14 marca 1971 w Warszawie) – polski architekt i artysta malarz.

## Życiorys
Urodził się w rodzinie Witolda (zm. 1939) i Jadwigi z Draców (1871–1906). Ukończył szkołę realną w Mikołajowie. W 1909 wyjechał do Rygi. Ukończył tam studia na Wydziale Architektury tamtejszej Politechniki. Podczas studiów został członkiem korporacji akademickiej K! Arkonia (nr ewidencyjny 820). Po ukończeniu nauki w 1916 przeniósł się do Kijowa, gdzie studiował malarstwo szkole Konrada Krzyżanowskiego i Wincentego Drabika. Naukę ukończył w 1918, a następnie odbył podróż artystyczną do Francji, Grecji, Włoch oraz do Egiptu i północnej Afryki.
Po wybuchu wojny polsko-bolszewickiej zgłosił się ochotniczo i walczył w szeregach Wojska Polskiego, a po jej zakończeniu zamieszkał na stałe w Warszawie. Równolegle zajmował się praktyką architekta i malarstwem, należał do Towarzystwa Zachęty Sztuk Pięknych, Grupy „Niezależnych” i Związku Przyjaciół Wielkiej Warszawy. Był też prezesem Związku Filistrów Arkonii (1933) i członkiem warszawskiego Koła Architektów. Jego tworzone w temperze i akwareli obrazy uczestniczyły w wielu krajowych i zagranicznych wystawach m.in. Salonie Jesiennym Towarzystwa Zachęty Sztuk Pięknych w Warszawie (1922), Salonie Jesiennym i Salonie Zimowym organizowanym w 1928 w paryskim Grand Palais. Najczęstszym motywem twórczości malarskiej była architektura, tworzył cykle dotyczące m.in. zespołu pałacowego w Wilanowie i zamku na Wawelu.
Pochowany na cmentarzu Powązkowskim w Warszawie (kwatera 58-1-8,9).

## Wybrane realizacje architektoniczne w Warszawie
- Kamienica Bohdanowicza przy Alejach Ujazdowskich 9 (obecnie nr 11, siedziba Ministerstwa Sprawiedliwości)
- Kamienica przy ul. św. Teresy 2
- Kamienica w stylu art déco przy al. Szucha 2/4
- Dom Pod Skarabeuszami przy ul. Puławskiej 101
- „Dom Arkoński” przy ul. Wilczej 60
- Kamienica pracowników PKP (tzw. Dom Kolejowy) przy ul. Chmielnej 73b (róg ul. Żelaznej)[3]

## Ordery i odznaczenia
- Złoty Krzyż Zasługi (5 lipca 1939)[4]